# Downstream (nummer)
Downstream is een nummer van Supertramp. Het is afkomstig van hun album Even in the Quietest Moments.... Alhoewel op het album toegewezen aan beide schrijvers van de band Rick Davies en Roger Hodgson is de hand van Davies veel duidelijker aanwezig. Bovendien zingt Davies het en begeleidt hij zichzelf achter de piano. Het is een liefdeslied over een boottochtje op zee. De muziek bevat veel echo-effecten, waardoor de piano met gebruik van linkerpedaal nog ruimtelijker klinkt.
Downstream verscheen als B-kant van de oorspronkelijke uitgave van Give a little bit.